# 키치리
키치리(힌디어: खिचड़ी)는 남아시아의 쌀과 콩 요리이다. 쌀과 렌즈콩 등의 콩 짜개(달)를 이용해 만드는 죽과 비슷한 음식으로, 렌즈콩 대신 녹두나 진주조 등을 쓰도 한다. 인도의 국민 음식 가운데 하나로 여겨진다. 금식 기간에 곡식을 먹지 않는 힌두교도들은 사고나 타피오카 펄 등으로 만든 키치리를 먹는다. 키치리는 남아시아의 이유식 또는 유아식 가운데 하나이기도 하다.

## 이름
지역에 따라 키치리(마이틸리어·보지푸리어·힌디어: खिचड़ी, 우르두어: کھچڑی, 펀자브어: ਖਿਚੜੀ), 키치디(구자라트어: ખીચડી, 네팔어·마라티어: खिचडी, 칸나다어: ಖಿಚಡಿ, 텔루구어: కిచిడీ), 키추리(벵골어: খিচুড়ি), 케체리(오리야어: ଖେଚେଡ଼ି) 등으로 불린다. 어원은 산스크리트어 "키차(खिच्चा)"이다.

## 만들기
씻어서 물에 불려 둔 쌀과 렌즈콩 짜개(달)를 기름에 볶다가, 강황가루 등의 향신료를 넣고 함께 볶는다. 볶아지면 물을 부어 끓인다. 이렇게 죽처럼 쑤어진 키치리에 여러 가지 향신료와 향신채, 토마토 등을 넣고 따로 볶아둔 채소 등을 첨가해 함께 끓여 내기도 하며, 부재료를 처음부터 쌀, 렌즈콩과 함께 볶은 다음 물을 부어 끓이기도 한다.

## 사진

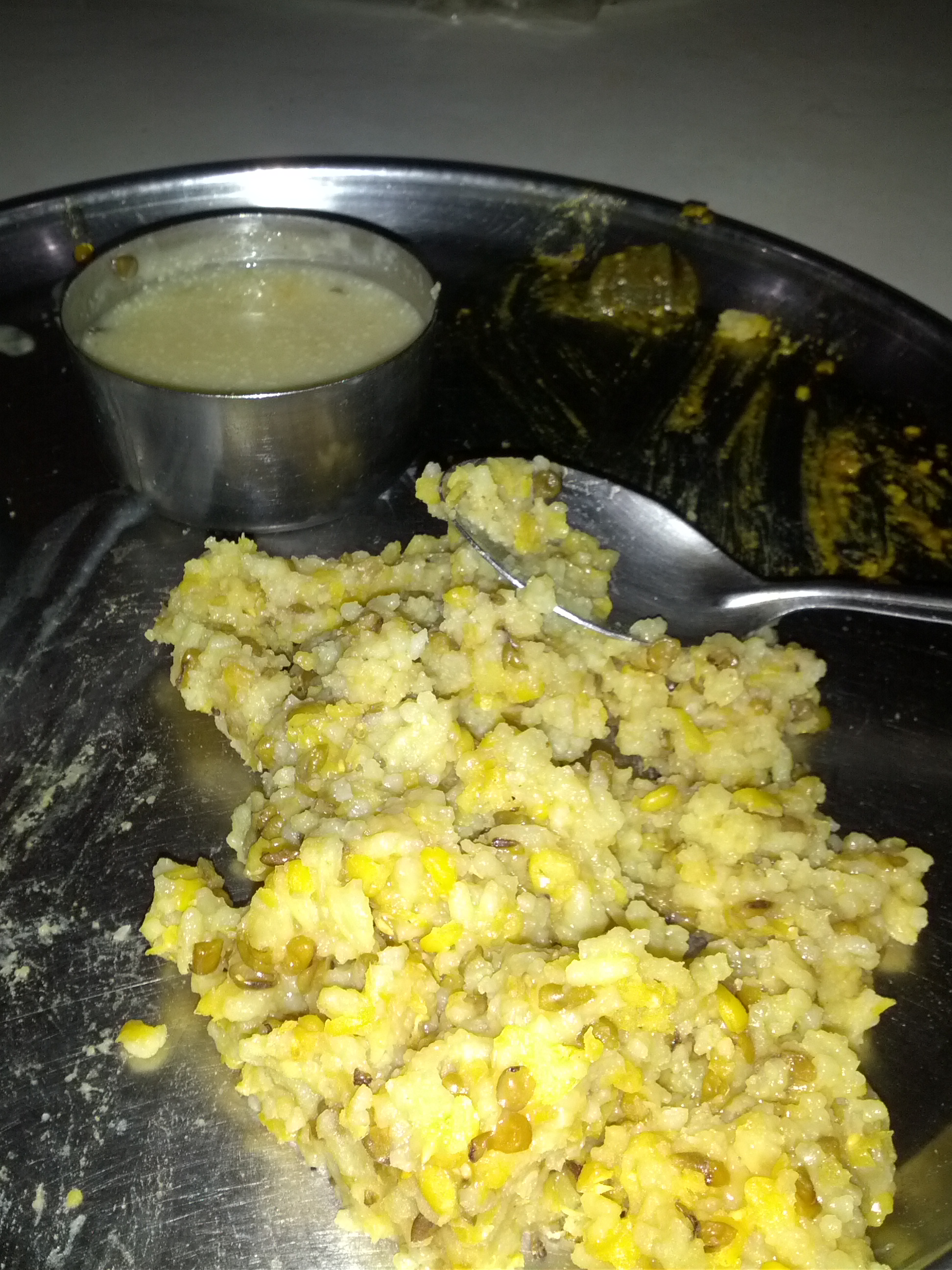
구자라트식 키치리
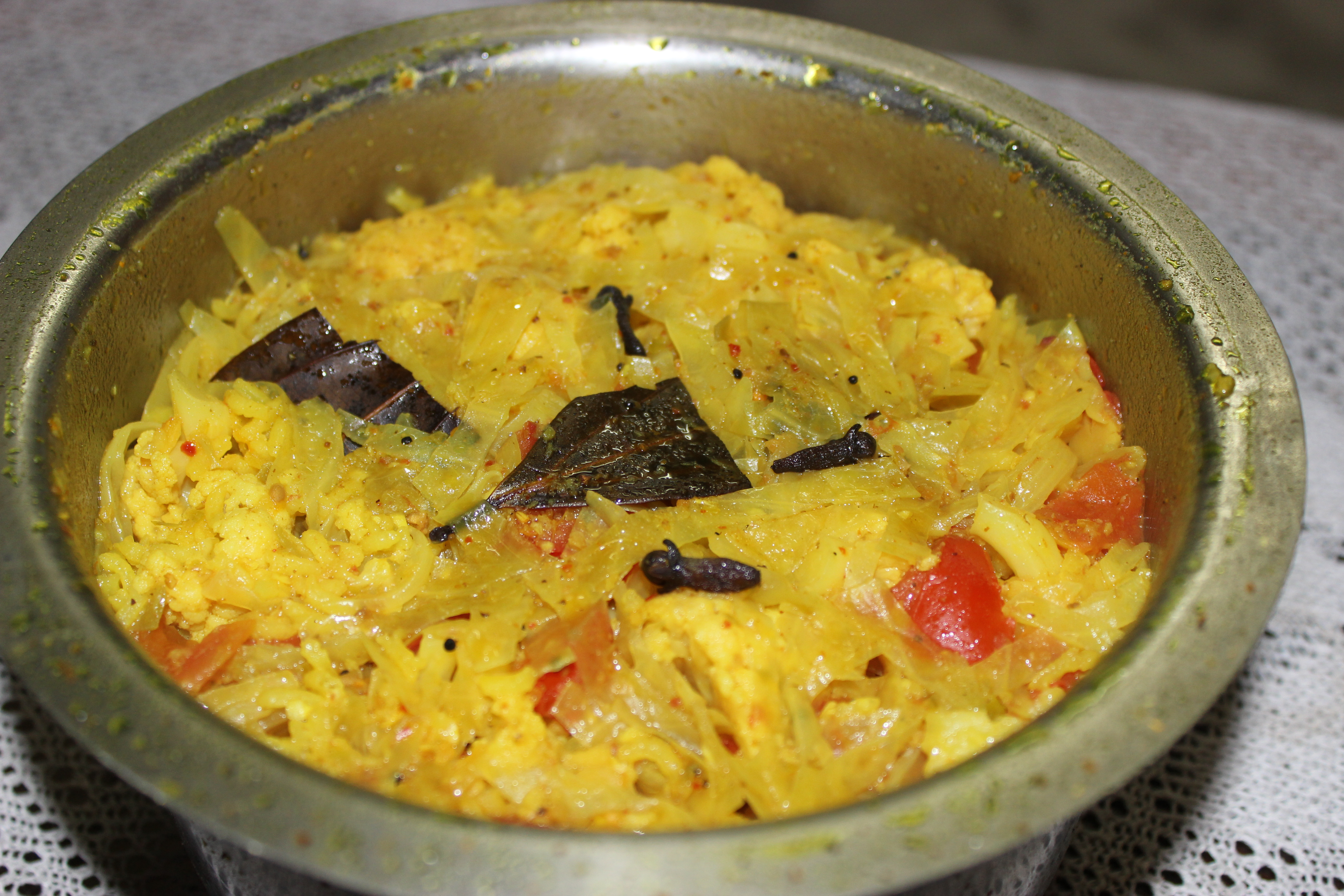
마살라 키치리
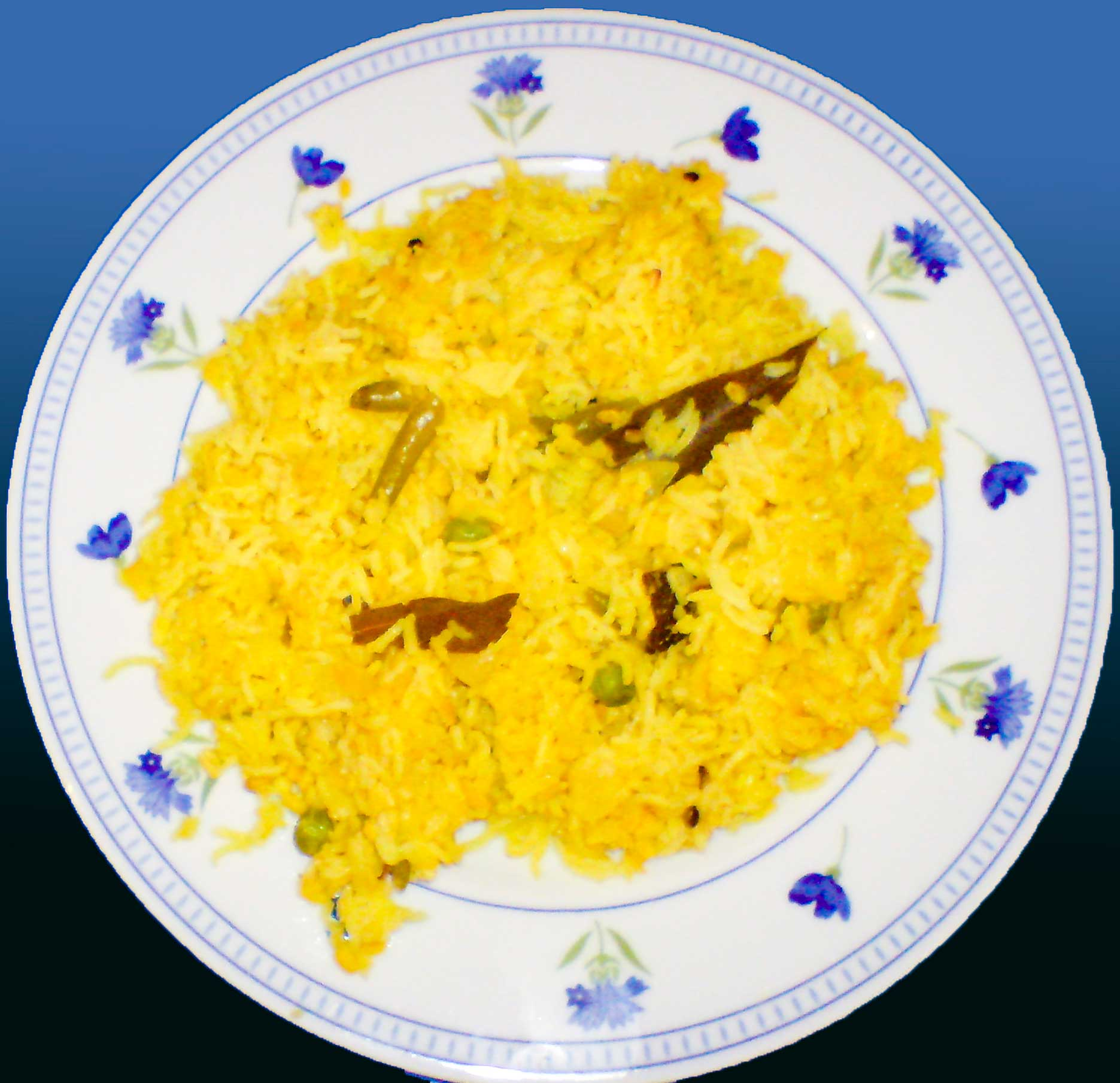
벵골식 키치리
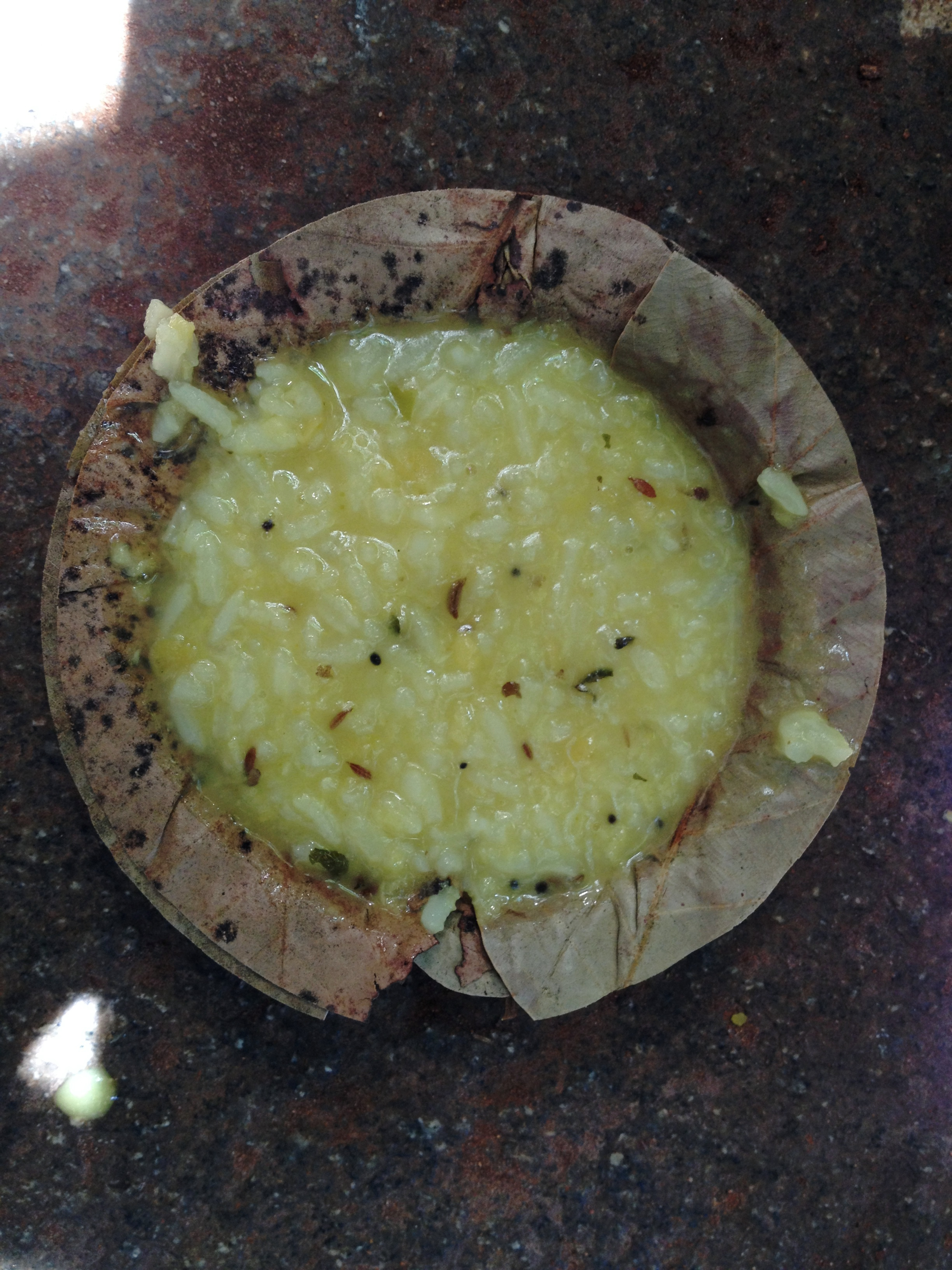
프라사다 키치리
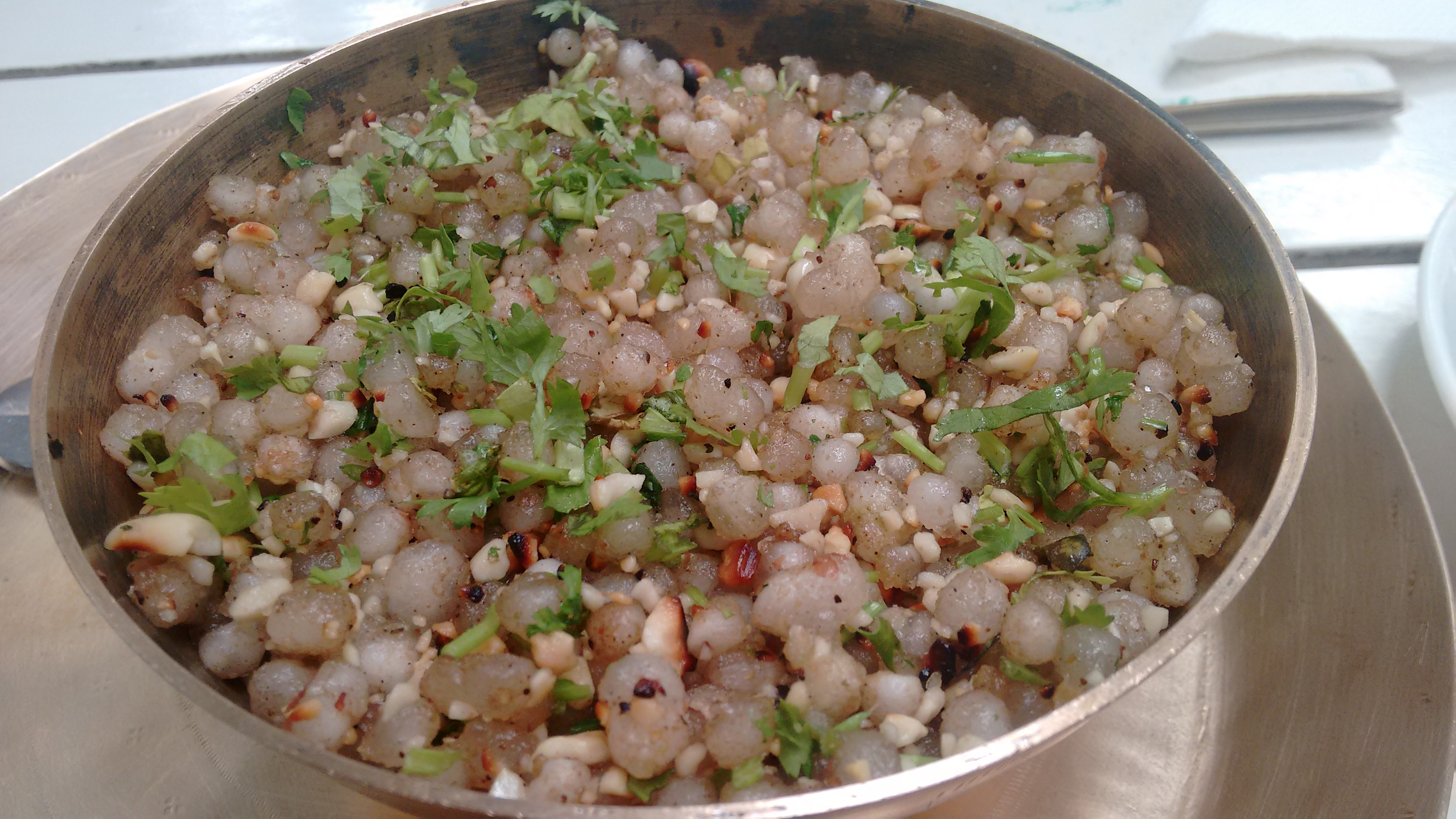
사부다나 키치리

## 같이 보기
- 죽
- 카샤
- 케저리
- 코샤리
- 포리지